# Thomas Greminger
 (février 2022).
Si vous disposez d'ouvrages ou d'articles de référence ou si vous connaissez des sites web de qualité traitant du thème abordé ici, merci de compléter l'article en donnant les références utiles à sa vérifiabilité et en les liant à la section « Notes et références ».
Thomas Greminger est un diplomate suisse. Il a été secrétaire général de l'Organisation pour la sécurité et la coopération en Europe (OSCE) du 18 juillet 2017 à juillet 2020. Depuis mai 2021, il est directeur du Centre de politique de sécurité de Genève. Il est officier d'état-major général de l'armée suisse (de) (lieutenant-colonel).